# Brookesia micra
Brookesia micra (Брукезія крихітна) — вид ящірок з роду Брукезія з родини Хамелеонів.

## Опис
Загальна довжина досягає 22,5—28,8 мм. Спостерігається статевий диморфізм: самиці більші за самців. У цієї брукезії доволі довгий хвіст — сягає 15—19 мм. Голова витягнута, на якій присутній невеликий гребінець. На спині знаходяться 11—12) шипів.
Колір шкіри темно-коричневий, лише під очима є плями бежевого забарвлення. При виникненні небезпеки коричнева шкірочка вкривається сіро—зеленими плямами. Голова та гребінь в таких випадках стають сіро—коричневими, а хвіст набуває жовтого забарвлення, кінчик хвосту помаранчевий.

## Спосіб життя
Полюбляє лісові масиви, зустрічається на висоті до 20 м над рівнем моря. активні як вдень, та й вночі. У денний час зустрічається у верхній частині дерев, вночі — у нижній. Увесь час проводить серед листям, не спускається на землю. Харчується невеликими членистоногими.
Це яйцекладна ящірка. Самиці відкладають 2 маленьких яйця.

## Розповсюдження
Мешкає на півночі о.Мадагаскар (в області Анціранана) та на о. Носу-Хара.